# Pallamano Buscaglione Rome

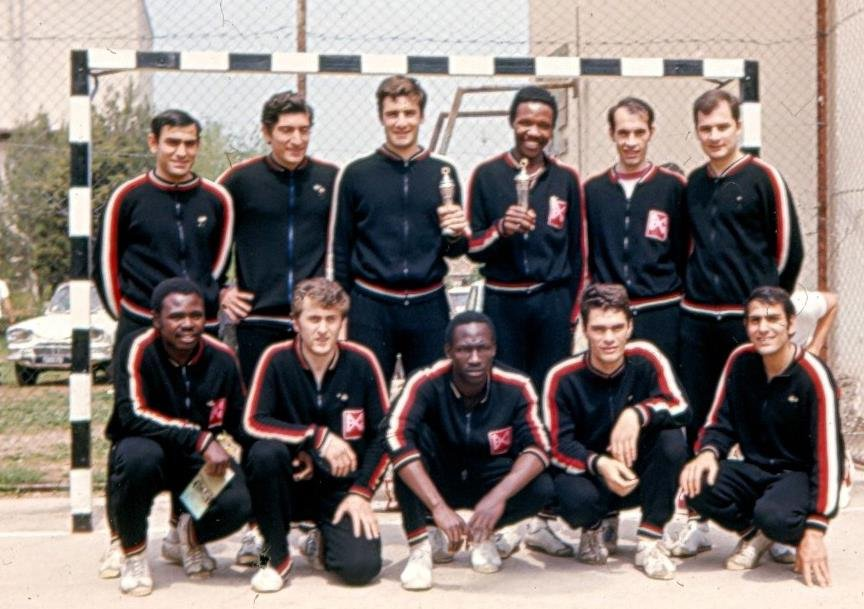

Le Buscaglione Rome est un club de handball situé à Rome en Italie.

## Palmarès
- Championnat d'Italie (1) : 1969/1970